# 7,62×25mm Токарев
Метак 7,62×25mm Токарев је совјетски пиштољски метак који је конструисао Фјодор Токарев. Најпознатије оружје које користи овај метак је совјетски пиштољ ТТ-33 који је конструисао сам Токарев. Овај метак је направљен по узору на немачки 7,63×25mm Маузер. Коришћен је у СССР и другим комунистичким земљама. У Русији као и у још неким земљама замењен је метком 9×18мм Макаров, а у осталим углавном 9×19мм Parabellum.
Осим ТТ-33 и његових копија као што су кинески Тип 51 и југословенска Застава М57, најпознатија оружија која користе овај метак су совјетски аутомати из Другог светског рата ППД-40, ППш-41, ППС-43, ППК-43 као и југословенски аутомати после Дугог светског рата М49 и М56, али и савременија оружија као руски ПП-19 Бизон (у основној верзији користи 9мм Макаров). Метак има велику брзину и енергију и самим тим велику пробојност и домет али и велик трзај и слабу зауставну моћ.

## Историја
Пре Првог светског рата, пиштољ Маузер Ц96 калибра 7,63 × 25 мм стекао је светску популарност. 1908. царска војска ставила је Ц96 на списак одобрених оружја које су официри могли да набаве о свом трошку уместо ношења револвера Нагант М1895. Између 1914. и 1917. године, више маузерових пиштоља и муниције добивено је као заробљено оружје од немачких и турских снага. Маусер и његов уложак коришћени су на свим фронтовима Руског грађанског рата, а током 1920-их, током периода релативно тесне сарадње совјетске Русије и Ваимарске републике, Црвена армија је набављала серије мање верзије Боло, као и муницију за користити од стране својих службеника. Иако се копија кертриџа израђивала у фабрици муниције Подолски, Совјети су на крају купили лиценцу и производну опрему од компаније ДВМ у Немачкој за производњу кертриџа.
1929. Совјетски артиљеријски комитет изнео је предлог за развијање домаћег пиштоља коморе за Маузерову патрону. Након значајног истраживања и развоја, одлучено је да "пиштољ Модел 730 мм 7,62 мм", у основи Маусер-ов круг са мањим модификацијама, постане стандардни калибар за совјетске пиштоље и аутомате. Ране верзије аутомата ППД-40 који је дизајнирао Васили Дегтиариов означене су за Маусер касету калибра 7,62 мм.
Иако димензионално слични Маусеровој патрони, толико да ће се обе патроне коморе, оптерећивати и гађати било којим од ових оружја, Совјети су значајно повећали снагу пуњења Токарев касете у праху. Као такав, иако се Маузерове рунде мање снаге могу безбедно користити у било ком од ових оружја, Токарев патрона није безбедна за употребу у оружју које није било дизајнирано за додатни притисак.

## Дизајн
Уложак је у принципу побољшана руска верзија маусера 7,63 × 25 мм. Руси су произвели широк спектар утовара за овај тонер да би га користили у аутоматима. Они укључују оклопна пробој, трагач и запаљиве рације. Овај метак има одличну пенетрацију и лако може да победи лакше балистичке прслуке (НИЈ ниво I и IIА) као и неке кациларске кациге, попут америчке кациге ПАСГТ. Када се испали из цеви кабинета, тонер може продрети до нивоа НИЈ, али га лако зауставља тренутни стандардни оклоп НИЈ ниво IIIА. Иако је већина ватреног оружја у овом калибру проглашена застарелом и уклоњена из војне залихе, неки јединице полиције и јединице специјалних снага у Русији, Пакистану и (углавном) у Кини и даље га могу користити због велике количине складиштене муниције.
Честа је заблуда да 7.62 Токарев вишак муниције у Сједињеним Државама користи благе челичне метке обложене бакром и да то повећава могућност опасних рикошета када се испаљују по тешким метама и могу оштетити замке метака које се често користе на стрелиштима. Иако је муниција од челичне језгре димензија 7,62 × 25 доступна на међународном нивоу, у Сједињеним Државама је увоз 7,62 × 25 уложака напуњених челичним мецима обложених бакром; савезни закон дефинише их као оклопна муницијска пиштоља. Такозване челичне метке које се продају у Сједињеним Државама су обично меци са оловном језгром са челичним јакнама опраним бакаром, а они не представљају значајно већи ризик од рикошета од стандардног пројектила са бакарним прслуком.
У 2018. години за увоз је било на располагању 7,62 × 25 муниције, из Румуније, Чешке, Бугарске, Србије и Русије. 

## Перформансе
Метак испаљен из пиштоља има различите брзине њушке у распону од 1.300 до 1.800 фпс. Уобичајена брзина је око 442 метра у секунди (1450 фт / с) са око 544 џула (401 фт⋅лбф) енергије. С обзиром на велику разлику између муниције која се производи у многим различитим земљама, наилази се на муницију која даје веће и мање брзине. Неке ново произведене муниције намењене комерцијалној употреби имају брзину од приближно 1,560 стопа у секунди (480 м / с). Волф Голд ФМЈ баца брзином од 1720 стопа у секунди (520 м / с) са 570 стопа силе (770 Ј) као и муниција ППУ. Неке од ове муниције, као што су Волф Голд и Селлиер & Беллот, користе месингане кутије које се могу пунити.

## Варијанте
Совјетски П-41 био је 74 зрна, челична, запаљива варијанта произведена за употребу у ППСх-41 и ППС-43 током Другог светског рата. Ова муниција би постигла брзину од 1600 стопа у секунди када би била испаљена из овог оружја.
Кинески тип 7,62 мм Тип П је специјално подзвучно, тешко шиљато (шпицасто) пуњење патроне, дизајнирано посебно за употребу у потиснутом ватреном оружју. Кинеско стандардно пуњење патроне означено је као Тип 64.

## Оружје
Најистакнутија употреба овог метка била је пиштољ Токарев ТТ-33, који је био стандардни сервисни пиштољ Совјетског Савеза од раних 1930-их до средине 1960-их. Такође је коришћен у чешком ЧЗ вз.52, што је био стандардни чешки службени пиштољ од 1952. до 1982. Поред тога, кертриџ је коришћен у бројним аутоматима, укључујући совјетске ППД-40, ППСх-41 и ППС-43, руски ПП-19 Бизон, Источноњемачки ВГ66, чешки Са 24 и Са 26.
Једно од најчуднијих оружја покушаних за овај уложак био је лаки митраљез ЛАД (тежине 5,6 кг, дужине 960 мм), развијен од совјетских дизајнера В.Ф. Лиути, Н. М. Афанасиев и В.С. Даикин током 1942-1943. Изграђена су само два прототипа и она није прихваћена за употребу.
Изван земаља COMECON-а то није тако често; међутим, после хладног рата, много оружја, посебно пиштоља, извезено је и рунда је још увек у производњи. Уложак је такође коришћен у руском митраљезу ОТс-27 Бердисх и ОТс-39, северно вијетнамским К-50М и ВПА / Виет Минх модификованим МАТ-49, и југословенским М49 и М56, а последњи пиштољ је развијен од дизајна немачког МП40. Доступни су и рукави за претварање који омогућавају пуштање овог круга помоћу пушака породице Мосин-Нагант.